# Regione industriale di Kaesŏng
La regione industriale di Kaesŏng (개성 공업 지구?, 開城工業地區?, Kaesŏng Kongŏp ChiguLR) è una delle suddivisioni amministrative della Corea del Nord, creata nel 2002 da una parte del territorio di Kaesŏng.
È inoltre l'unica regione dove possono lavorare cittadini sudcoreani.